# Jean Sylvain Bailly
Jean Sylvain Bailly (phát âm tiếng Pháp: [bɑji], 15 tháng 9 năm 1736 - 12 tháng 11 năm 1793) là một nhà thiên văn, toán học người Pháp và nhà lãnh đạo chính trị của thời kỳ đầu của cách mạng Pháp. Ông chủ trì Tuyên bố của Sân Tennis, từng làm thị trưởng Paris từ năm 1789 đến năm 1791, và cuối cùng bị xử trảm trong thời kỳ Triều đại Khủng bố.
Sinh ra ở Paris, Bailly là con của Jacques Bailly, một nghệ sĩ và giám sát của Louvre, và cháu nội của Nicholas Bailly, cũng là một họa sĩ và họa sĩ hoàng gia. Lúc còn là một đứa trẻ, ông dự định theo chân các gia đình và theo đuổi sự nghiệp trong nghệ thuật. Ông đã trở nên thu hút sâu sắc vào khoa học, tuy nhiên, đặc biệt là thiên văn học, bởi ảnh hưởng của Nicolas de Lacaille. Ông đã tính toán một quỹ đạo cho sự xuất hiện tiếp theo của sao chổi Halley (năm 1759), và giảm đáng kể các quan sát của Lacaille với 515 ngôi sao. Ông đã tham gia xây dựng một đài quan sát tại Louvre. Những thành tựu này cùng với những người khác đã cho ông ta được bầu vào Viện Hàn lâm Khoa học Pháp năm 1763. Trong những năm trước cuộc cách mạng Pháp, danh tiếng đặc biệt của Bailly như một nhà thiên văn học người Pháp đã dẫn tới sự công nhận và ngưỡng mộ của cộng đồng khoa học châu Âu. Do sự nổi tiếng của ông trong các nhóm khoa học, năm 1777, Bailly đã đón Benjamin Franklin làm khách trong ngôi nhà của ông ở Chaillot.